# Mike Carlson
Michael Kaz Carlson, detto Mike (Superior, 17 giugno 1991), è un cestista statunitense.

## Palmarès
- Campionato olandese: 1

Heroes Den Bosch: 2021-22
- Liga LEB Oro: 1

San Sebastián: 2016-17